# 鳥居坂
座標: 北緯35度39分26.0秒 東経139度44分1.4秒 / 北緯35.657222度 東経139.733722度鳥居坂（とりいざか、鳥井坂）は、東京都港区麻布にある坂である。

## 概要
東京都港区六本木五丁目、フィリピン大使館や東洋英和女学院前を、麻布十番方面へ南に下る坂である。六本木ロアビル横から続く通り沿いにはフィリピン大使館や港区役所麻布支所（旧麻布区役所）、東洋英和女学院があり、さらにその先の坂沿いには東洋英和女学院小学部、大手レコード会社ビーインググループ本社、六本木ミュージアム（旧:スヌーピーミュージアム東京）、国際文化会館（旧岩崎小弥太邸）、シンガポール大使館等がある。
明治時代末期から大正時代頃までの鳥居坂周辺は優雅な地域で、華族・三条家の邸宅をはじめ、韓国皇太子が育てられている館、実吉家や大鳥圭介の邸宅などが連なっていたという。
鳥居坂には明治時代、造園家市川之雄設計による鳥居坂御料地が置かれた。また、1883年（明治16年）には日本メソジスト教会鳥居坂教会（現：日本基督教団）が作られ、翌1884年（明治17年）になると東洋英和女学校が開校している。

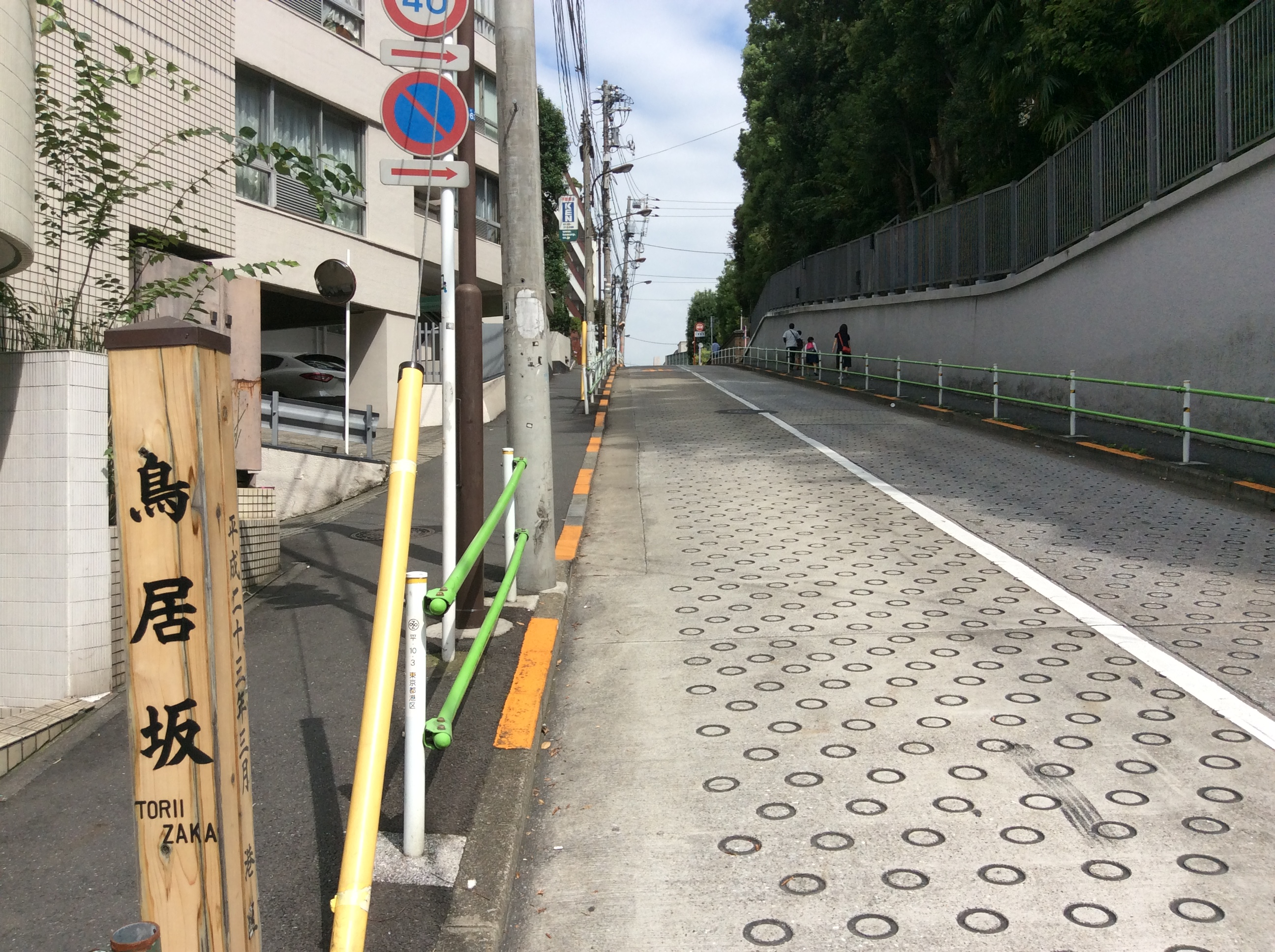
麻布 鳥居坂を北方向に昇る（2017年9月24日撮影）
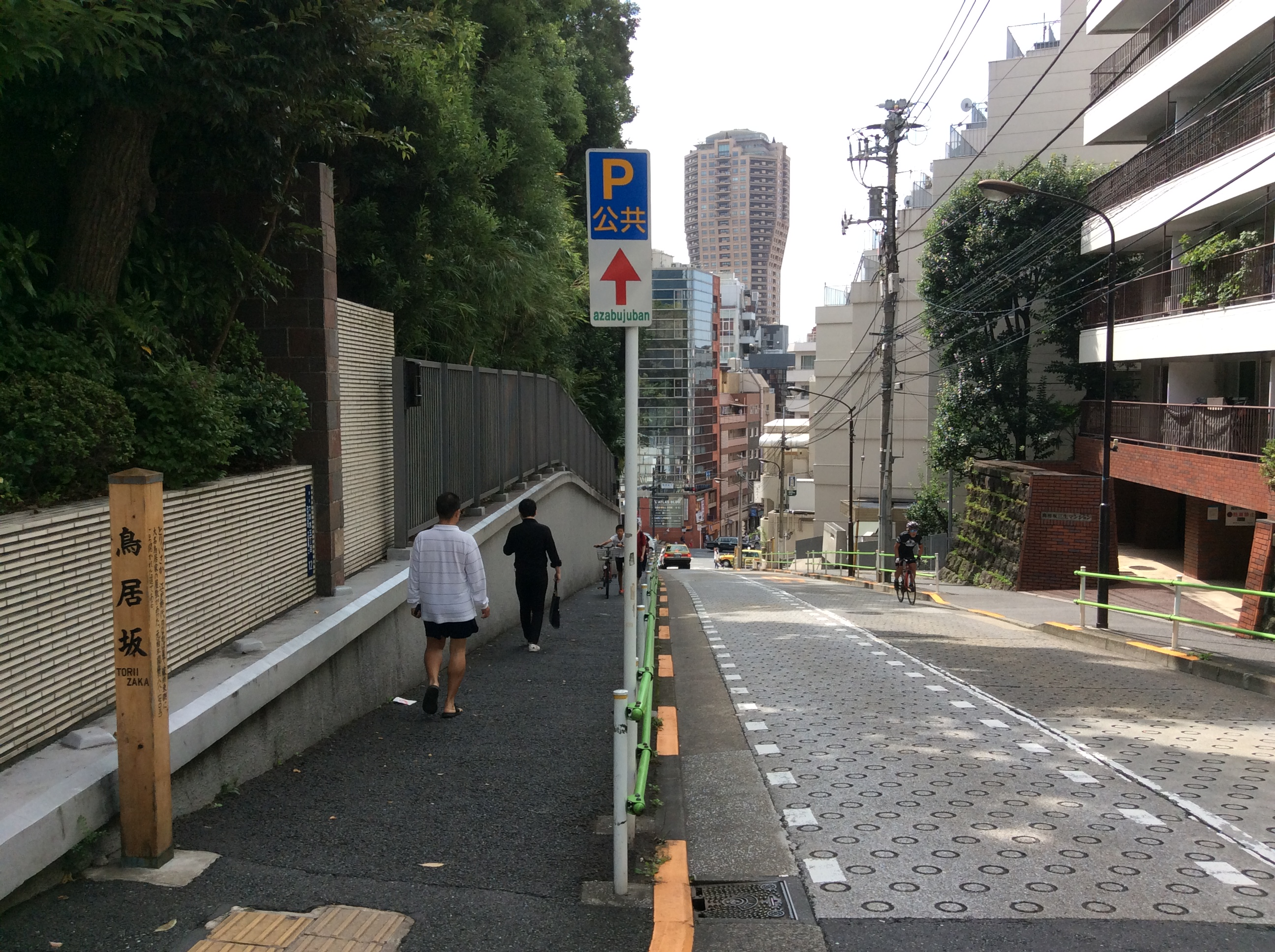
同左、南方向に降る（2017年9月24日撮影）

### 坂名の由来
江戸時代の地誌『江戸砂子』は坂名について、「慶長のころ、この地は鳥居彦右衛門に賜ひしところなり。よりてかく鳥居坂の名あり」と記している。また、同じく江戸時代に作成された寛文図によれば、この坂が出来る前、この一帯は「トリイ兵部」という者の屋敷で、『府内沿革図書』の延宝年間より享保8年に至るまでの図面にも、この坂上に鳥居氏の屋敷が記載されている。
一方、『新撰東京名所図会』は、「むかし坂の上に鳥居左京亮の屋敷ありしに因り此の名あり」と鳥居氏の屋敷があったことに因むという一般的な説を紹介すると同時に、「一説に麻布氷川神社むかし大社にて二の鳥居此所にありしを以って称し来りと」と、かつて坂上に神社の鳥居があったことにちなんでいるという異説にも言及している。

## 多度津藩・江戸屋敷

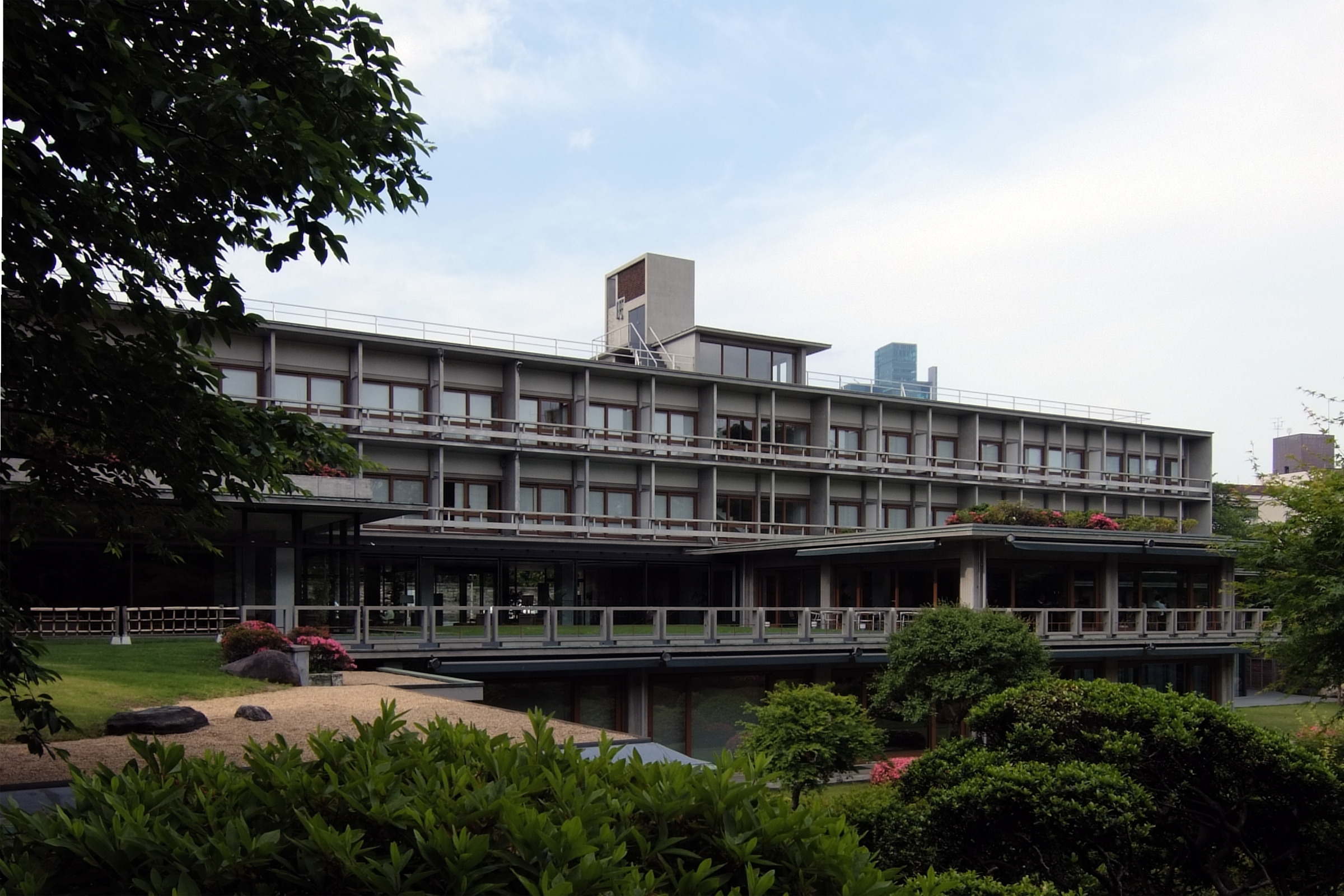
国際文化会館

江戸時代・幕末まで、鳥居坂には多度津藩・京極家の江戸屋敷があり、同藩の第3代藩主京極高文が死去したのもこの屋敷であった。
明治時代になるとここは公爵・井上馨の所有となり、1887年（明治20年）には邸内で明治天皇夫妻らを招いた天覧歌舞伎が行われている。屋敷はその後久邇宮邸となり、次いで大正銀行頭取も務めた実業家・赤星鉄馬の邸宅となった。
しかしながら屋敷は1923年（大正12年）の関東大震災により倒壊、三菱財閥総帥・岩崎小弥太の邸宅として再建された。太平洋戦争での日本の敗戦と財閥解体を経て国有地となっていた多度津藩江戸屋敷跡は民間に払い下げられ、1955年（昭和30年）に国際文化会館が開館した。

## 鳥居坂46（現:櫻坂46、元:欅坂46）について
アイドルグループ『櫻坂46』（旧・欅坂46）は、当初『鳥居坂46』としてメンバー募集を開始した。その後、お披露目当日に新グループ名が発表された経緯がある。